# Granja de Escarpe
Granja de Escarpe (en catalán y oficialmente La Granja d’Escarp) es un municipio español de la provincia de Lérida. Está situado en el suroeste de la comarca del Segriá, en el límite con Aragón y en la confluencia de los ríos Cinca y Segre.

## Geografía humana

### Demografía
Cuenta con una población de 943 habitantes (INE 2024).
| Gráfica de evolución demográfica de Granja de Escarpe entre 1842 y 2021 |
| |
| Población de derecho según los censos de población del INE Población de hecho según los censos de población del INEEn estos censos se denominaba Granja de Escarpe: 1842, 1857, 1860, 1877, 1887, 1897, 1900, 1910, 1920, 1930, 1940, 1950, 1960, 1970 y 1981 |

| 1900 | 1930 | 1950 | 1970 | 1981 | 1986 | 2012 |
| ---- | ---- | ---- | ---- | ---- | ---- | ---- |
| 1288 | 1053 | 1333 | 1372 | 1135 | 1165 | 969  |

## Economía

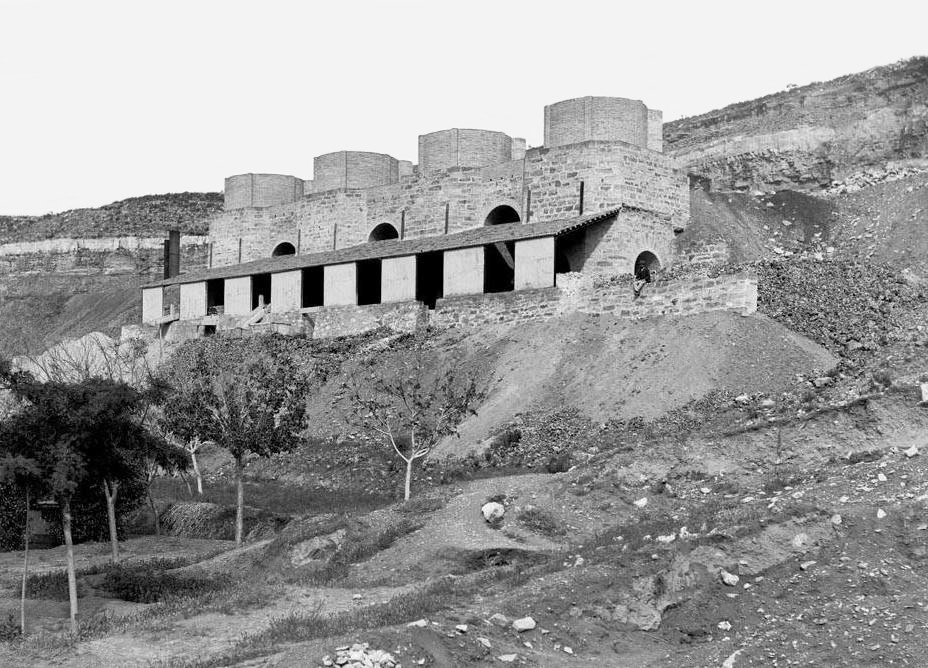
Hornos de cemento de la fábrica de Granja de Escarpe

Hoy en día la actividad principal de la localidad es la agricultura de regadío y, en menor grado, de secano. En este campo es de especial importancia la actividad frutícola (peras, melocotón, cerezas, nectarinas...).
Antiguamente uno de los motores económicos de la villa eran sus minas de carbón. La explotación a gran escala del lignito de la Cuenca Carbonífera de Mequinenza comenzó precisamente en este municipio, cuando Ignacio Girona y Agrafel instaló una fábrica de cemento que utilizaba el carbón y las margas de sus minas. La producción de cemento comenzó en 1876. Se conserva todavía una parte de las instalaciones, que representa un patrimonio importante para la historia minera e industrial de la zona.

## Transportes
Líneas de autobús durante todo el día (aproximadamente cada hora-hora y media) que comunican el pueblo con la capital de provincia, Lérida.
Hace parada la línea nocturna de autobús NL1 Lérida - Granja de Escarpe

## Patrimonio
- Iglesia de San Jaime, del siglo XVIII. Su fachada es de estilo neoclásico.
- Ermita de San Jaime, también del siglo VIII.
- El aiguabarreig, confluencia de los ríos Segre, Cinca y Ebro.
- Lo pi Batiste, pino centenario ubicado en la heladera de la Punta del Fortí.